# کوپینتن
کوپینتن (به لهستانی:  Kupientyn) یک روستا در لهستان است که در گمینا سابنگه واقع شده‌است.